# Appenzeller Landhandel
Der Appenzeller Landhandel (oft auch nur als Landhandel bezeichnet) war ein politischer Konflikt im Kanton Appenzell Ausserrhoden, der in den Jahren 1732 und 1733 zu bürgerkriegsähnlichen Zuständen führte.
Der äussere Anlass für den Landhandel waren Zollstreitigkeiten mit der Abtei und der Stadt St. Gallen. Im Rorschacher Frieden von 1714 hatte die Verhandlungsdelegation unter Landammann Laurenz Tanner von Herisau und Landammann Konrad Zellweger von Trogen ohne Rücksprache mit der Landsgemeinde eine Vereinbarung ratifiziert, welche Appenzell Ausserrhoden, den Fürstabt und die Stadt St. Gallen dazu verpflichtete, Konflikte friedlich zu regeln und durch einen Schiedsrichter entscheiden zu lassen (Artikel 83). In der Folge entwickelten sich die beiden politischen Lager der Linden (Mundart lind = gar, weich), welche die Vereinbarung unterstützten, und der Harten, welche den Rorschacher Frieden ablehnten.
1732 eskalierte der Streit um die Zölle erneut. Die Harten wollten kein Schiedsgerichtsverfahren durchführen, was die Linden als verfassungswidrig kritisierten. An der ausserordentlichen Landsgemeinde vom 20. November 1732 in Teufen setzten sich die Harten durch: Der 83. Artikel des Rorschacher Friedens wurde verworfen, und es wurde beschlossen, dass derartige Verträge generell nicht ohne Zustimmung der Landsgemeinde geschlossen werden dürfen. Zudem wurden die Linden ihrer Regierungsämter enthoben. Jene bezeichneten die ausserordentliche Landsgemeinde jedoch als ungesetzlich und befolgten entsprechend deren Beschlüsse nicht.
Die Situation eskalierte, als sich am 28. Dezember 1732 bei Trogen 4'000 Mann zum Angriff versammelten. Am 5. März 1733 kam es in Gais zu einem Kampf, der einen Toten und viele Verwundete forderte. Eine weitere Eskalation konnte erst im letzten Moment verhindert werden. Formell wurde der Landhandel 1735 mit einem Strafgericht über die Linden beigelegt.
Im Kern war der Landhandel eine Auseinandersetzungen über grundsätzliche Fragen der Landsgemeindedemokratie sowie der Pflichten und Rechte der Behörden. Hinzu kamen Gemeinde- und Familienrivalitäten, namentlich zwischen den Familien Wetter aus Herisau (Anführer der Harten) und Zellweger aus Trogen (Anführer der Linden).